# Улятово-Поґожель
Улятово-Поґожель (пол. Ulatowo-Pogorzel) — село в Польщі, у гміні Єднорожець Пшасниського повіту Мазовецького воєводства.
Населення — 494 особи (2011).
У 1975-1998 роках село належало до Остроленцького воєводства.

## Демографія
Демографічна структура станом на 31 березня 2011 року:
|          | Загалом | Допрацездатний вік | Працездатний вік | Постпрацездатний вік |
| -------- | ------- | ------------------ | ---------------- | -------------------- |
| Чоловіки | 248     | 66                 | 164              | 18                   |
| Жінки    | 246     | 82                 | 122              | 42                   |
| Разом    | 494     | 148                | 286              | 60                   |